# 島根益田信用組合
島根益田信用組合（しまねますだしんようくみあい）は島根県益田市に本店を置く、島根県で唯一の信用組合である。同信組では「ますしん」を愛称として呼称している。組合名に県名の「島根」を冠しているのは、岐阜県の「益田（ました）信用組合」との混同を避ける意味も含まれている。本部・本店営業部（同住所）および、益田市内に3店舗、浜田市内に1店舗を有する。

## 沿革
- 1951年（昭和26年）11月 - 益田信用組合を設立する。
- 1983年（昭和58年）8月 - 島根益田信用組合に改称する。
- 2007年（平成19年）11月 - 本店新店舗営業開始。

## ATM利用における他行との提携
現金自動預け払い機 (ATM) では、しんくみ お得ねっと提携信用組合のカードによる出金は自組合扱いとなる。
また、当信組カードにおけるセブン銀行ATM利用提携については出金のみの取扱となっている。なお、2009年9月現在、カード発行信組としては数少ないゆうちょ銀行ATM相互提携には参加していない。